# Philipp Oswalt

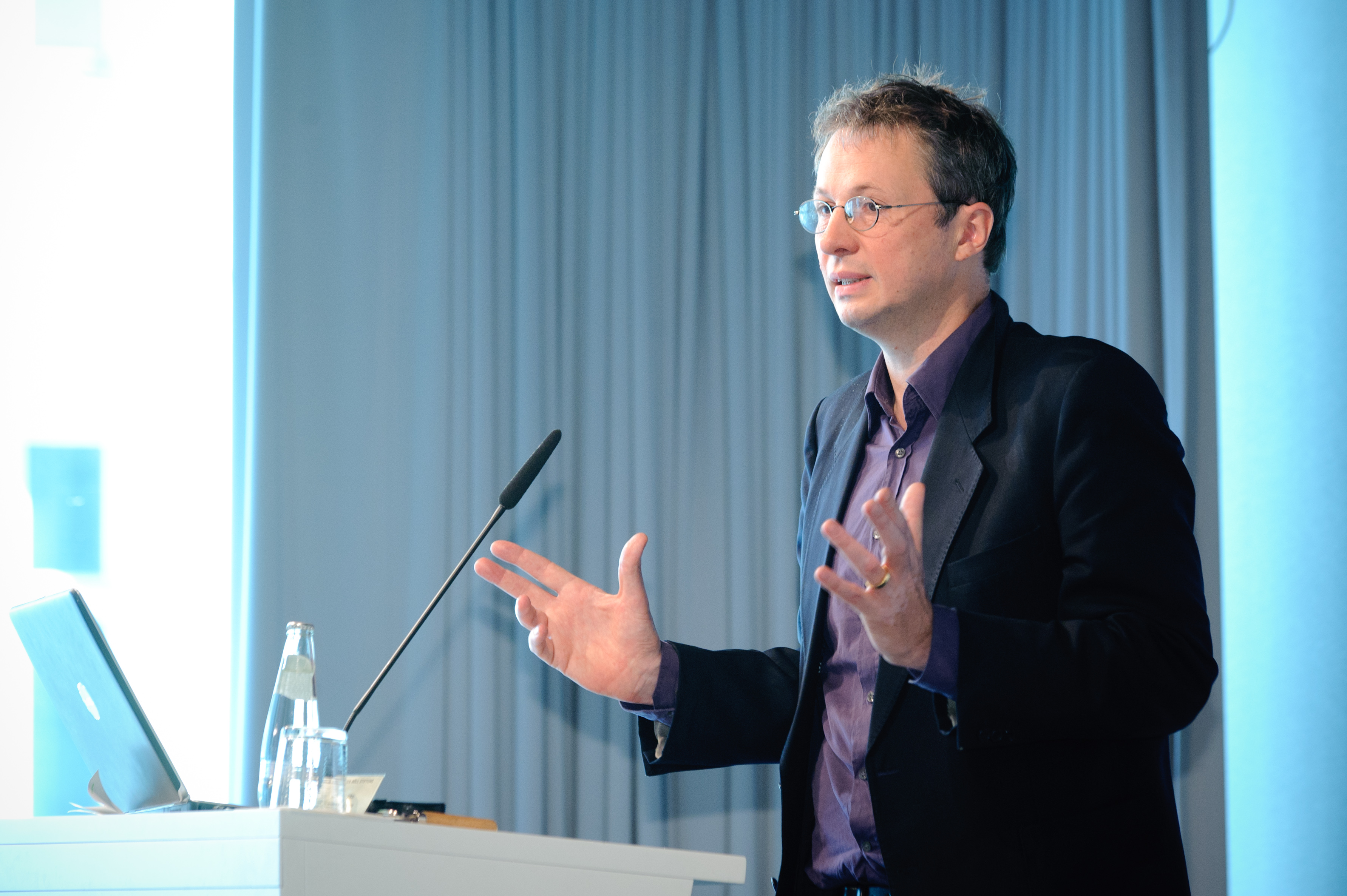
Philipp Oswalt (2011)

Philipp Oswalt (* 29. Juni 1964 in Frankfurt am Main) ist ein deutscher Architekt und Professor für Architekturtheorie und Entwerfen an der Universität Kassel. Seit 2024 ist er Mitglied der Berliner Akademie der Künste, Sektion Baukunst.

## Familie
Oswalt ist ein Sohn des Architekten Alfred Oswalt (1910–1992), einem Urenkel des Frankfurter Bauunternehmers und Baustadtrats Philipp Holzmann (1836–1904). Mütterlicherseits ist Philipp Oswalt ein Enkel des Volkswirts Walter Eucken und der Schriftstellerin Edith Eucken-Erdsiek. Er ist verheiratet mit der Historikerin und Journalistin Stefanie Oswalt und hat drei Kinder.

## Werdegang
Oswalt engagierte sich Anfang der 1980er-Jahre in der Bürgerinitiative gegen die Startbahn West, in der Friedensbewegung und bei den Grünen. 1982–1984 war er Vorstandsmitglied und Pressesprecher der Grünen Frankfurt, und während seines Studiums in Freiburg 1984 war er in der Redaktion des Radio Freies Dreyeckland tätig. Anschließend studierte er von 1984 bis 1988 Architektur an der Technischen Universität Berlin und der Hochschule der Künste Berlin. Von 1988 bis 1994 war er Redakteur der Architekturzeitschrift Arch+. 1996/97 arbeitete Oswalt im Büro OMA von Rem Koolhaas, anschließend war er Mitarbeiter im Büro MVRDV für das Conceptual Design des niederländischen Pavillon auf der Expo 2000.
Mit seinem 1998 gegründeten eigenen Büro gewann er unter anderem den ersten Preis im Wettbewerb für die Neugestaltung der Gedenkstätte des ehemaligen Frauen-KZ Ravensbrück. Von 2002 bis 2008 realisierte er das internationale Forschungs- und Ausstellungsprojekt Schrumpfende Städte/Shrinking Cities für die Kulturstiftung des Bundes.
Von 2000 bis 2002 war Oswalt Gastprofessor an der Brandenburgischen Technischen Universität Cottbus. Seit 2006 hat er die Professur für das Fachgebiet Architekturtheorie und Entwerfen an der Universität Kassel inne. Von März 2009 bis März 2014 war er Leiter der Stiftung Bauhaus Dessau und war von 2012 bis 2018 Associated Investigator am Exzellenzcluster Bild-Wissen-Gestaltung der Humboldt-Universität zu Berlin zu den Themen Anthropozänküche und Bildmarke Bauhaus. Seit 2019 ist er Co-Vorsitzender des Landesdenkmalrats Hessen.

## Positionen
Oswalt gilt als streitbarer Akteur in Architektur-Debatten, unter anderem als einer „der verbissensten Gegner des Berliner Stadtschloss-Neubaus“. Allerdings lehnte er eine neue städtebauliche Gestaltung an der Stelle des früheren Schlosses nicht ab, sondern warnte vor einer historisierenden Rekonstruktion, die „vornehmlich der Erzeugung neuer Bilder dienen“ soll. Er kritisierte einen Wiederaufbau in der Kubatur des früheren Stadtschlosses und eine Rekonstruktion der barocken Fassade. In diesem Zusammenhang führte er juristische Auseinandersetzungen mit dem Förderverein Berliner Schloss und dessen Vorsitzenden Wilhelm von Boddien. Oswalt hatte dem Förderverein wiederholt undurchsichtiges Geschäftsgebaren und unsauberen Umgang mit Spendengeldern vorgehalten. Das Landgericht Berlin gab Oswalt in dem Streit am Ende recht. Im Oktober 2021 machte er öffentlich, dass einige der Spender der Berliner Schlossfassaden wie der Privatbankier Ehrhardt Bödecker rechtsradikale Positionen vertraten. 2024 initiierte er das Projekt Schlossaneignung, welches sich dafür einsetzt, mithilfe künstlerischer Interventionen an der Berliner Schlossfassade neue Perspektiven auf die deutsche Geschichte aufzuzeigen, und verdrängte Spuren wieder sichtbar zu machen.
Andererseits ließ er als Direktor der Stiftung Bauhaus Dessau die Trinkhalle von Ludwig Mies van der Rohe und einige Meisterhäuser von Walter Gropius wiederaufbauen. Dabei sei ihm wichtig gewesen, „dass es sich bei den Meisterhäusern schon um eine Art Rekonstruktion handelt und auch die historischen Innenräume nachvollzogen werden können“.
In den Berliner Architekturstreit der 1990er Jahre hatte sich Oswalt zunächst 1994 durch eine Kritik an den Konzepten einer „Berlinischen Architektur“ und eines „preußischen Stils“ eingebracht. Im Jahr 2000 legte er mit dem Buch Berlin – Stadt ohne Form. Strategien einer anderen Architektur seine eigene Interpretation von Identität und Gestalt der Stadt Berlin vor. Anhand von neun Themen stellte er Berlin als eine Stadt dar, die im Wesentlichen von widerstreitenden Kräften und Ideologien seit Beginn der Moderne im 19. Jahrhundert geprägt worden sei.
Hieran anknüpfend entwickelte er mit Klaus Overmeyer das europäische Forschungsprojekte Urban Catalyst, welches beide von 2001 bis 2003 leiteten. Teil des Projektes war eine Machbarkeitsstudie für die kulturelle Zwischennutzung des Palastes der Republik (mit Philipp Misselwitz), die zur Gründung der Initiative ZwischenPalastNutzung führte. Nach langwierigen Debatten und Verhandlungen konnte schließlich das Projekt Volkspalast 2004 in der Ruine des Palasts der Republik realisiert werden, das Oswalt gemeinsam mit Amelie Deuflhard und Matthias Lilienthal kuratierte.
In der Folgezeit legte Philipp Oswalt mit verschiedenen Partnern mehrere alternative Planungen für den Umgang mit der Ruine des Palasts der Republik und dem Schlossareal vor, zuletzt beim Freiraumwettbewerb 2012 mit der Arbeit Aktive Rekonstruktionen – Das Berliner Schlossumfeld als Historiendrama.

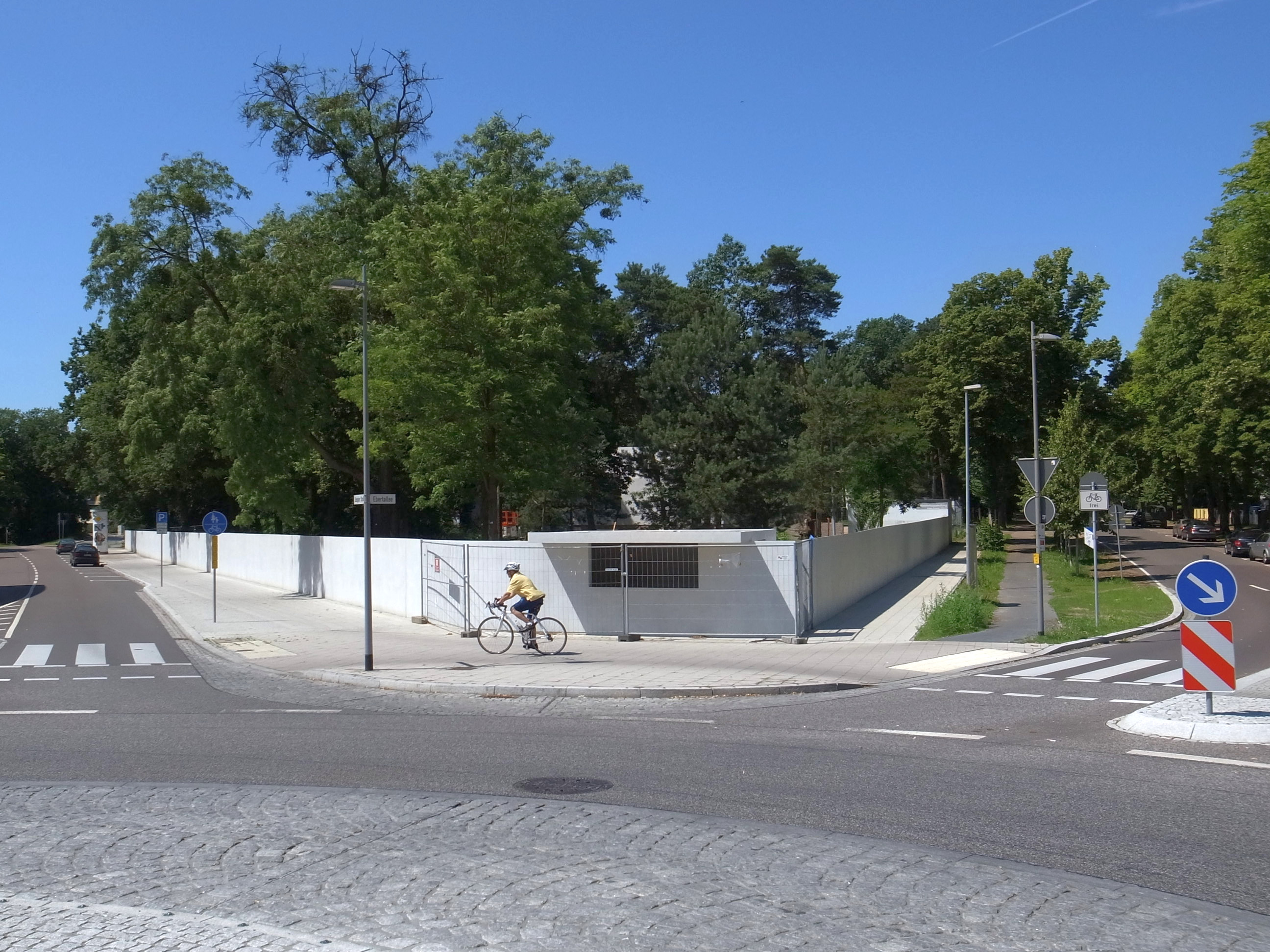
Trinkhalle (rekonstruiert 2013)

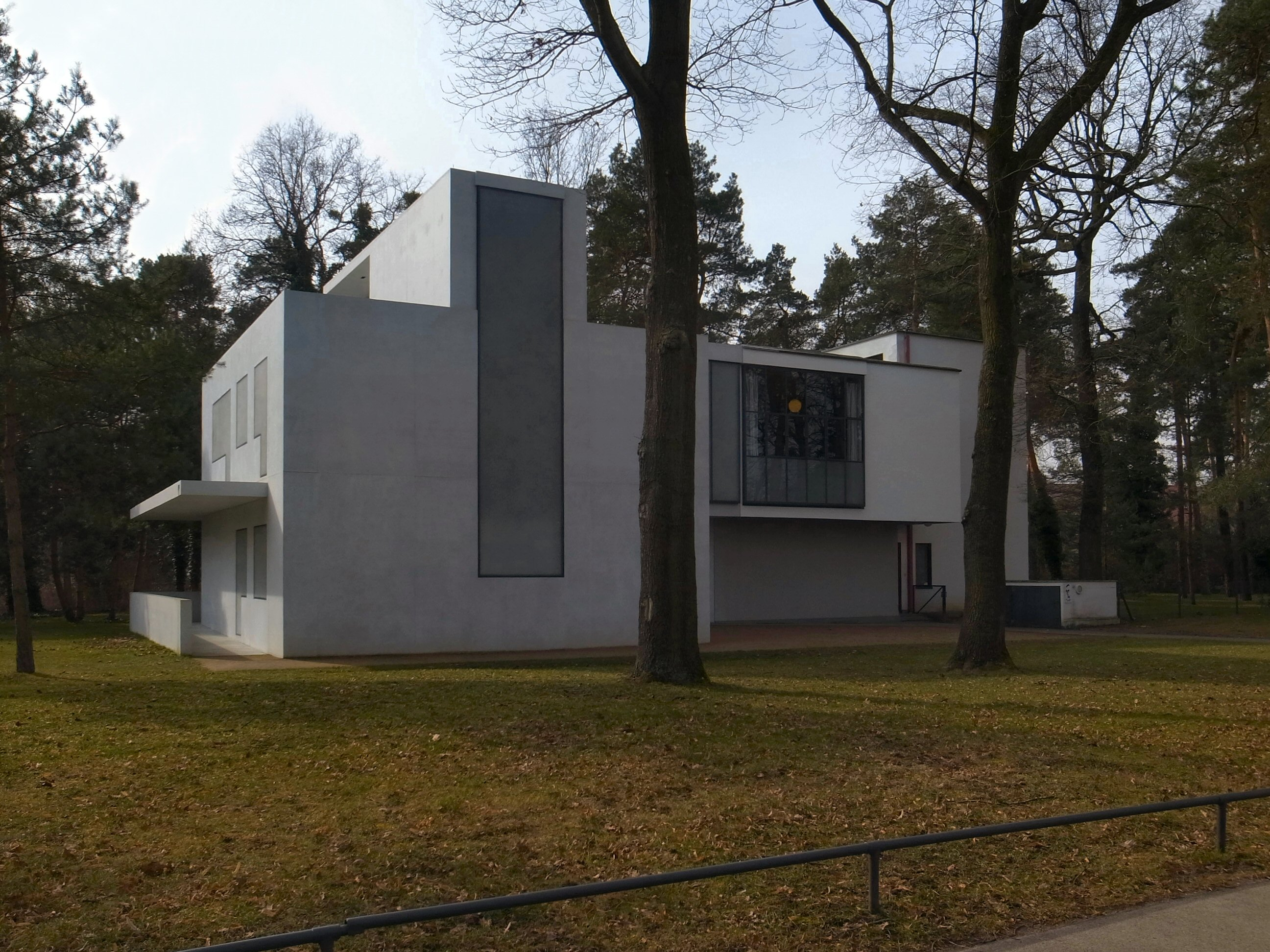
Haus Moholy-Nagy/Feininger (rekonstruiert 2014)

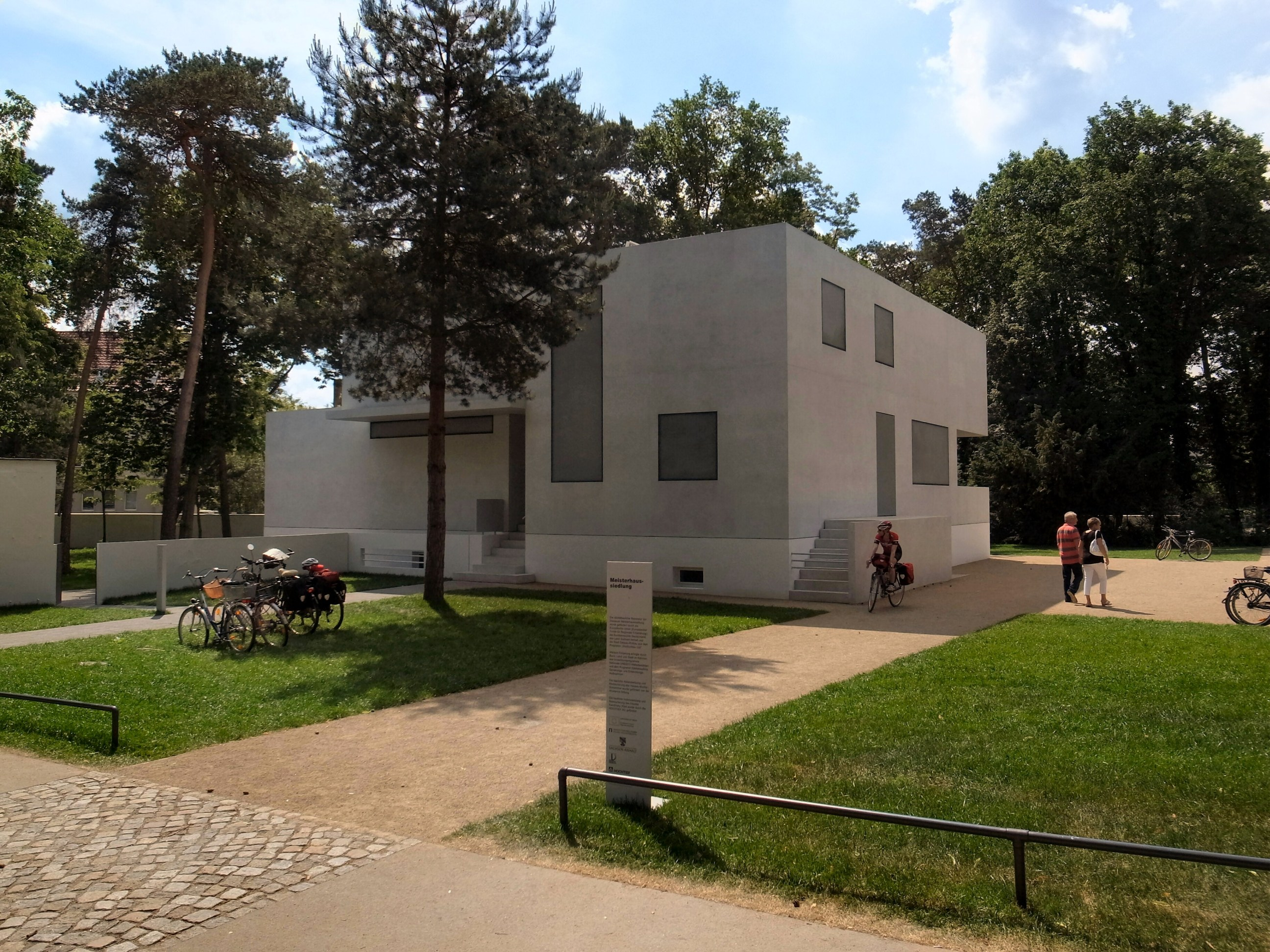
Haus Gropius (rekonstruiert 2014)

Ein weiterer Schwerpunkt der Arbeit von Oswalt liegt in der Beschäftigung mit schrumpfenden Städten. 2001 legte er gemeinsam mit Klaus Overmeyer die Studie Weniger ist mehr. Experimenteller Stadtumbau in Ostdeutschland für die Stiftung Bauhaus Dessau vor, die im Folgejahr zur Gründung der Internationalen Bauausstellung Sachsen-Anhalt 2010 führte. Für die Kulturstiftung des Bundes realisierte er mit seinem Büro und mehreren Partnern das internationale Forschungs- und Ausstellungsprojekt Schrumpfende Städte von 2002 bis 2008, welches das Phänomen in Nordamerika, Europa und Asien interdisziplinär erforschte und sich auch mit möglichen Handlungsoptionen hierzu befasste.
Als Nachfolger von Omar Akbar und Leiter der Stiftung Bauhaus Dessau von 2009 bis 2014 eröffnete Oswalt die Internationale Bauausstellung Stadtumbau Sachsen-Anhalt 2010. Er förderte den Bauhaus-Tourismus, pflegte den Mythos Bauhaus wie der klassischen Avantgarden in der Tradition des Streitgesprächs, setzte sich im Gegensatz zu seinem Vorgänger Akbar für den Wiederaufbau der kriegszerstörten Direktorenvilla Gropius und der Doppelhaushälfte Moholy-Nagy der Meisterhaussiedlung Dessau (Bruno Fioretti Marquez Architekten Berlin) sowie der Trinkhalle von Ludwig Mies van der Rohe ein, legte nach 80 Jahren die Zeitschrift Bauhaus wieder auf, gab wichtige historische Schriften wie Siegfried Ebelings Raum als Membran und Laslo Moholy-Nagy Sehen in Bewegung (dt. Übersetzung von Vision in Motion) heraus und ergänzte  das Bildungsprogramm der Stiftung Bauhaus Dessau unter anderem mit Fellowship, Artist in Residence und Aufbaustudium.
In Konflikt um den Standort des von ihm 2009 vorgeschlagenen und eingeforderten Museumsneubaus entschied der Stiftungsratsvorsitzende Minister Stephan Dorgerloh (SPD) für die Neubesetzung der Stelle nach der ersten Amtszeit von fünf Jahren, was zu internationaler Kritik führte. Aus Protest trat der wissenschaftliche Beirat der Stiftung geschlossen zurück. Die Medien kritisierten die Entscheidung durchgängig. „Tatsächlich scheint der Kultusminister den Direktor am Bauhaus als Untergebenen seiner landesherrlichen Gewalt zu verstehen“, schrieb Ronald Berg in der tageszeitung. Die Fraktion der Linke im Landtag sprach von einem „empörenden Vorgang“. „Wer unbequem ist und eigene Positionen offen vertritt, der hat in Sachsen-Anhalt offenbar zu gehen, egal ob Ministerin, Staatssekretärin oder nun der Direktor der Stiftung Bauhaus Philipp Oswalt“, sagte der damalige kultur- und medienpolitischer Fraktionssprecher Stefan Gebhardt. Im Nachgang übte auch stellvertretendes Stiftungsratsmitglied MdL Gunnar Schellenberger (CDU) Kritik an der Nichtverlängerung von Oswalts Vertrag.
Nach seinem Ausscheiden aus der Stiftung begründete er mit Partnern die Initiative „projekt bauhaus“, die sich von 2015 bis 2019 dem Potenzial des Bauhauses für die Gegenwart widmet. Zur Geschichte und Gegenwart der Bauhauses forscht Philipp Oswalt zudem an der Humboldt-Universität zu Berlin (Projekt Bildmarke Bauhaus) und der Universität Kassel (Laubenganghäuser Hannes Meyer).
Im Dezember 2016 trat Oswalt aus Protest gegen den Wiederaufbau der Potsdamer Garnisonkirche aus der evangelischen Kirche aus. In einem Brief an die  Berliner Superintendentin Ulrike Trautwein warf er der seiner Ansicht nach „zu eng mit dem Staat verbundenen Kirche“ unter anderem „falsche Aussagen über die eigene Kirchengeschichte“ vor und schrieb: „Die Idee von Frieden und Versöhnung wird nicht nur instrumentalisiert, sie wird auch konterkariert. Denn man nimmt mit dem Vorhaben bewusst in Kauf, in Stadt und Kirche Unfrieden zu stiften.“
Auch in einem Beitrag für die Frankfurter Allgemeine Sonntagszeitung kritisierte er die Rolle der evangelischen Kirche beim Wiederaufbau der Potsdamer Garnisonkirche scharf.
In Frankfurt am Main gründete er mit anderen die Initiative Zukunft Bühnen Frankfurt, die den geplanten Komplettabriss der Theaterdoppelanlage von 1963 kritisierte und mit Veranstaltungen, Publikationen und einer Website über die Geschichte des Baus, die bestehenden Planungen und mögliche Alternativen informierte.
2023 gründete er mit anderen in Kassel die Initiative Gedenkort Polizeipräsidium Königstor, die 2024 als Verein eingetragen wurde und sich dafür einsetzt, am Standort der ehemaligen Gestapo-Zentrale einen Gedenk- und Lernort zu gründen.

## Schriften (Auswahl)
- Philipp Oswalt (Hrsg.), unter Mitarbeit von Susanne Rexroth: Wohltemperierte Architektur, C.F. Müller, Heidelberg 1994, ISBN 978-3-7880-7533-0. Ausgezeichnet mit dem Preis der deutschen Umweltstiftung „Für die Umwelt lesen“
- Philipp Oswalt für Stiftung Bauhaus Dessau (Hrsg.): Lázló Moholy-Nagy: Sehen in Bewegung. (dt. Ausgabe des Buches Vision in Motion) Spector Books, Leipzig 2014, ISBN 978-3-944669-32-8. Ausgezeichnet mit dem Deutschen Fotobuchpreis Silber 2015.
- Philipp Oswalt: Berlin – Stadt ohne Form, Strategien einer anderen Architektur. Prestel, München 2000, ISBN 978-3-7913-2440-1, italienische Ausgabe Berlin – Citta senza Forma, 2006 Meltemi
- Philipp Oswalt (Hrsg.): Schrumpfende Städte, Band 1. Internationale Untersuchung. Hatje Cantz 2004, ISBN 978-3-7757-1481-5, englische Ausgabe Ostfildern 2005, chinesische Ausgabe Shanghai 2012 (Tonji University Press)
- Philipp Oswalt (Hrsg.): Schrumpfende Städte, Band 2. Handlungskonzepte. Hatje Cantz, 2005, englische Ausgabe 2006.
- Philipp Misselwitz, Hans Ulrich Obrist, Philipp Oswalt (Hrsg.): Fun Palace 200X. Der Berliner Schlossplatz. Abriss, Neubau oder grüne Wiese? Martin Schmitz Verlag, Berlin 2005, ISBN 978-3-927795-35-8.
- Philipp Oswalt und Tim Rieniets (Hrsg.): Atlas der Schrumpfenden Städte/Atlas of Shrinking Cities. Hatje Cantz 2006, (dt./engl.), ISBN 978-3-7757-1714-4. Ausgezeichnet als eines der »Schönsten Schweizer Bücher« 2006.
- Philipp Oswalt (Hrsg.): Bauhausstreit 1919–2009. Kontroversen und Kontrahenten. Hatje Cantz 2009, ISBN 978-3-7757-2454-8, englische Ausgabe 2010.
- Philipp Misselwitz, Philipp Oswalt, Klaus Overmeyer (Hrsg.): Urban Catalyst: Mit Zwischennutzungen Stadt entwickeln. Actar 2011, ISBN 978-3-86922-244-8, englische Ausgabe: ISBN 978-3-86922-261-5.
- Kerstin Faber, Philipp Oswalt (Hrsg.): Raumpioniere im ländlichen Raum – Neue Wege der Daseinsvorsorge. Spector Books, Leipzig 2013, ISBN 978-3-940064-58-5.
- Philipp Oswalt für Stiftung Bauhaus Dessau (Hrsg.): Dessau 1945: Moderne zerstört. Spector Books, Leipzig 2014, ISBN 978-3-944669-57-1, Ausgabe der bpb ISBN 978-3-8389-0453-5.
- Gastredaktion Zeitschrift Arch+, Nr. 222, März 2016: Kann Gestaltung Gesellschaft verändern? projekt bauhaus Heft 1
- Thomas Flierl, Philipp Oswalt (Hrsg.): Im Streit der Deutungen: Conflicting Interpretation. Hannes Meyer und das Bauhaus. Spector Books, Leipzig 2018, ISBN 978-3-95905-150-7
- Philipp Oswalt (Hrsg.): Tomás Saraceno: Flying Plaza, Work Journal 2012 - 2016, spector books Leipzig, 2018, ISBN  	978-3-95905-029-6
- Philipp Oswalt (Hrsg.): Hannes Meyers neue Bauhauslehre: Von Dessau bis Mexiko. Birkhäuser, Berlin 2019, ISBN 978-3-0356-1724-5.
- Birgit Jooss, Philipp Oswalt, Daniel Tyradellis (Hrsg.): bauhaus | documenta. Vision und Marke. Leipzig 2019, ISBN 978-3-95905-299-3
- Philipp Oswalt: Marke Bauhaus 1919–2019. Der Sieg der ikonischen Form über den Gebrauch. Verlag Scheidegger & Spiess, Zürich 2019, ISBN 978-3-85881-620-7.
- Philipp Oswalt (Hrsg.): Zoltan Kemeny. Das Raumkunstwerk für die Städtischen Bühnen Frankfurt am Main. Deutscher Kunstverlag, Berlin/München 2022, ISBN 3-422-98825-4
- Philipp Oswalt: Bauen am nationalen Haus: Architektur als Identitätspolitik. Berenberg Verlag, Berlin 2023, ISBN 978-3-949203-73-2